# Technology Readiness Level

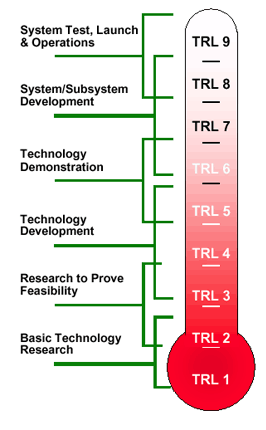
NASA Technology Readiness Levels

Der Technology Readiness Level (TRL), auf Deutsch als Technologie-Reifegrad übersetzt, ist eine Skala zur Bewertung des Entwicklungsstandes von neuen Technologien auf der Basis einer systematischen Analyse. Er gibt auf einer Skala von 1 bis 9 an, wie weit entwickelt eine Technologie ist. Entwickelt wurde der TRL 1988 von der NASA für die Bewertung von Raumfahrttechnologien, davon ausgehend hat er sich als Bewertungsstandard in weiteren Bereichen verschiedener Technologiebereiche entwickelt.

## Technology Readiness Level in der Raumfahrt
Von der NASA eingeführt, verwendet auch die ESA die Einstufung, um die Einsatzfähigkeit von Raumfahrttechnologien abzuschätzen.
Die Beschreibung der Stufen (in Klammern Zeit bis zur Marktreife):
- TRL 1: Beobachtung und Beschreibung des Funktionsprinzips (8–15 Jahre)
- TRL 2: Beschreibung der Anwendung einer Technologie
- TRL 3: Nachweis der Funktionstüchtigkeit einer Technologie (5–13 Jahre)
- TRL 4: Versuchsaufbau im Labor
- TRL 5: Versuchsaufbau in Einsatzumgebung
- TRL 6: Prototyp in Einsatzumgebung
- TRL 7: Prototyp im Einsatz (1–5 Jahre)
- TRL 8: Qualifiziertes System mit Nachweis der Funktionstüchtigkeit im Einsatzbereich
- TRL 9: Qualifiziertes System mit Nachweis des erfolgreichen Einsatzes

## Abgeleitete Verwendung des Technology Readiness Level
Abgeleitet von der Raumfahrt werden TRL-Definitionen inzwischen auch vom Verteidigungsministerium der Vereinigten Staaten (United States Department of Defense, DoD), der Federal Aviation Administration (FAA), dem Canadian Innovation and Commercialization Program und für Software (Software Technology Readiness Levels) verwendet. Unter Mitarbeit der europäischen und internationalen Raumfahrtagenturen und Industrie sowie dem DoD wurde ein ISO-Standard zur internationalen Definition der TRL-Level erarbeitet (ISO 16290 „Space systems – Definition of the Technology Readiness Levels (TRL) and their criteria of assessment“).
Im europäischen Forschungskontext wird das Technology Readiness Level als Grundlage und zur Bewertung von Forschungsprojekten im Forschungsprogramm Horizont 2020 und allgemein zur Bewertung von Zukunftstechnologien bis zur vollständigen kommerziellen Umsetzung genutzt. In der Europäischen Union wurde es so zu einem innovationspolitischen Instrument, wobei die Konkretheit und Ausgereiftheit der TRL-Skala nach Ansicht einzelner Beobachter allmählich abnahm, als ihre Verwendung über ihren ursprünglichen Kontext der Raumfahrtprogramme hinausging und eine disziplinspezifische Anpassung der Skala für zahlreiche Anwendungsbereiche bislang nicht geschehen ist.